# Sayaka Osakabe
Sayaka Osakabe (小酒部 さやか?, Osakabe Sayaka; Kawasaki, 29 maggio 1977) è un'attivista giapponese.
Nel 2015 ha ricevuto il premio International Women of Courage Award da parte del Dipartimento di Stato degli Stati Uniti d'America.

## Biografia
Osakabe è nata in Giappone nel 1977. Dopo essersi diplomata alla Toin Gakuen High School, si è laureata nel 2005 in graphic design presso la Tama Art University. Nello stesso anno inizia a lavorare come redattrice grafica in un giornale e intraprende la sua prima gravidanza. A causa degli orari lavorativi molto intensi subisce un aborto spontaneo, ma nonostante tutto, il caporedattore non approva orari di lavoro più brevi, ma anzi cerca di farle pressioni affinché lasci la propria occupazione. Dopo aver subito un secondo aborto spontaneo, Osakabe chiede un permesso di congedo di maternità nel caso fosse rimasta incinta di nuovo ma le viene negato.
Dopo forti pressioni, Osakabe lascia il proprio impiego e porta avanti il suo caso in un tribunale del lavoro. Nel giugno 2014, vince la causa e forma un gruppo di sostegno chiamato Matahara Net, utilizzando una parola macedonia tra i vocaboli inglesi "maternity" e "harassment" per creare il nome, che ora è diventato un termine legale in Giappone. Le statistiche ufficiali sul lavoro in Giappone mostrano che una donna lavoratrice su quattro ha subito molestie per maternità e circa il 70% lascia il lavoro permanentemente dopo il parto. Sebbene la legge giapponese garantisca alle donne il diritto di svolgere ruoli meno impegnativi dal punto di vista fisico durante la gravidanza e consenta 14 settimane di congedo di maternità o di congedo parentale, per entrambi i genitori, in concomitanza con il parto, molte donne non riescono a utilizzare le garanzie a causa della percepita precarietà del lavoro.
Il 18 settembre 2014 i membri di Matahara assistono a un processo presso la Corte suprema a sostegno di un'altra donna che si trovava in una situazione simile. A causa della gravidanza la donna era stata declassata nel proprio lavoro in ospedale dal suo datore di lavoro. Una sentenza del tribunale di primo grado stabilì che era "nei pieni poteri dell'autorità ospedaliera, per questioni relative al personale, rimuoverla dalla sua posizione di supervisione", ma la legge giapponese sulle pari opportunità di lavoro vieta specificamente la retrocessione a causa della gravidanza. In una sentenza storica emessa il 23 ottobre 2014, la Corte suprema del Giappone annulla il verdetto del tribunale e stabilisce che il declassamento o altre misure punitive basate sulla gravidanza violano la legge sulle pari opportunità di lavoro.
Nel 2015 la sua storia e le sue attività vengono pubblicate sulla rivista internazionale Foreign Affairs, e nel marzo dello stesso anno vince il premio International Women of Courage Award. Nel giugno del 2015 viene invitata dal premier giapponese Shinzō Abe, insieme all'ambasciatrice degli Stati Uniti in Giappone Caroline Kennedy, a presenziare al "2015 ACCJ Women in Business Summit", un'importante conferenza sul futuro dei diritti paritari in terra nipponica.
Nel 2019 si candida con il Partito Liberal Democratico alle elezioni comunali di Yokohama, ottenendo 8039 voti, non sufficienti per far parte dell'esecutivo. Osakabe continua a lavorare con Matahara Net per promuovere l'emancipazione delle donne giapponesi. Il suo obiettivo è cambiare la politica pubblica e la percezione sociale in modo che tutte le donne, piuttosto che poche appartenenti all'élite, abbiano pari opportunità di lavoro.

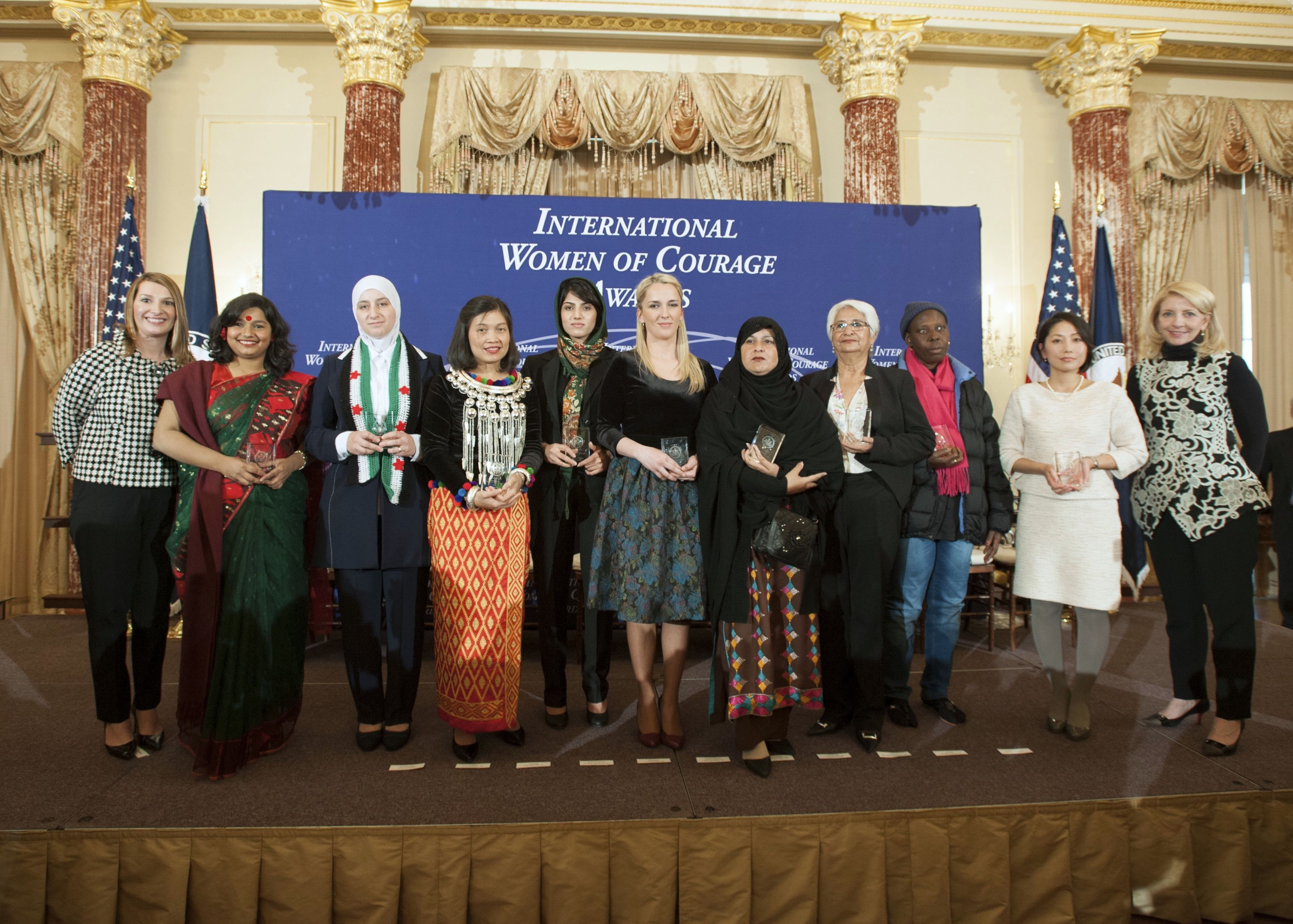
Sayaka Osakabe, e le altre premiate, all'International Women of Courage Award 2015

Grazie alle azioni e all'impegno di Osakabe, le molestie materne sul lavoro sono legalmente punibili dalla legge in Giappone dal 2017.

## Opere
Osakabe ha scritto 2 libri in cui racconta la propria esperienza e le azioni di supporto che vengono compiute dalla Matahara Net:
- "マタハラ問題" (Matahara Problem)
- "ずっと働ける会社 マタハラなんておきない先進企業はここがちがう！" (Un'azienda che può funzionare per sempre, questo è diverso per le aziende avanzate che non hanno Matahara!)

## Premi
- 2015 - Premio International Women of Courage Award[9]